# Bolbocerodema zonatum
Bolbocerodema zonatum is een keversoort uit de familie cognackevers (Bolboceratidae). De wetenschappelijke naam van de soort werd in 1973 gepubliceerd door Nikolajev.